# HD 189733 b
Pour les articles homonymes, voir Isis (homonymie).
Cet article concerne l'exoplanète désignée HD 189733 b (avec un « b » minuscule). Pour l'étoile HD 189733 B (avec un « B » majuscule), voir HD 189733.
Cet article concerne l'exoplanète surnommée Isis de façon inofficielle. Pour l'astéroïde, voir (42) Isis.
HD 189733 b, formellement HD 189733 Ab et surnommée de façon informelle Isis, est une planète de type Jupiter chaud. Elle orbite autour de HD 189733 A, une étoile naine (classe de luminosité V) orange (classe spectrale K0) située à une distance de 19,3 ± 0,2 parsecs du Soleil dans la direction de la constellation boréale du Petit Renard,,, à proximité de la nébuleuse planétaire de l'Haltère (M27),. Elle a été détectée en 2005 grâce au système de vitesse radiale par une équipe européenne d'astronomes composée principalement de chercheurs du Laboratoire d'astrophysique de Marseille, de l'Observatoire de Haute-Provence et de l'Observatoire de Genève. Sa découverte a été annoncée le 4 octobre 2005 par un communiqué de presse de l'Institut national des sciences de l'univers.
C'est une des premières planètes détectées hors du Système solaire que les chercheurs ont pu caractériser en déterminant à la fois son rayon et sa masse : 1,14 fois le rayon de Jupiter pour 1,15 fois la masse jovienne. Étant relativement proche, à environ 63 années-lumière de la Terre, elle offre d'intéressantes possibilités d'études à la communauté scientifique. Ainsi, de nombreuses caractéristiques de la planète ont pu être déterminées : c'est la première planète dont une carte thermique a pu être construite, à être détectée par polarimétrie, dans l'atmosphère de laquelle du dioxyde de carbone a pu être détecté (d'autres molécules y ont aussi été trouvées), dont la couleur bleu azur dans le visible a pu être déterminée et dont un transit a pu être détecté en rayons X.

## Dénomination
HD 189733 b n'a pour le moment reçu aucun nom officiel reconnu par l'Union astronomique internationale. HD 189733 b est parfois surnommée officieusement Isis.

## Localisation
HD 189733 b est en orbite autour de HD 189733 A, cette étoile appartient à un système double. Il se situe dans la constellation du Petit Renard.

## Détection et découverte

### Prédécouverte parHipparcos
Un premier transit de la planète devant son étoile a été mesuré par le satellite Hipparcos le 26 février 1991. Deux autres transits ont été probablement mesurés par ce même satellite le 17 octobre 1991 et le 20 février 1993. Cependant, ce fait était passé inaperçu à l'époque et n'a été retrouvé qu'après la découverte de la planète par les astronomes,. C'est l'une des rares planètes, avec HD 209458 b, dont le transit a été retrouvé dans les données d'Hipparcos.

### Transit et spectroscopie Doppler
Le 6 octobre 2005, une équipe d'astronomes annonça la découverte d'une planète transitant devant l'étoile HD 189733. La planète fut tout d'abord détectée par spectroscopie Doppler permettant de déterminer sa vitesse radiale. Cette mesure en temps réel permit de détecter l'effet Rossiter–McLaughlin causé par le transit de la planète devant son étoile avant que les mesures photométriques confirment ce transit. En 2006, une équipe menée par Drake Deming annonça avoir détecté une forte émission thermique infrarouge provenant de HD 189733 b en mesurant la diminution du flux, la baisse de l'intensité lumineuse totale, durant l'éclipse de la planète, la période où la planète passe derrière l'étoile.
La planète a une masse estimée 13 % plus importante que celle de Jupiter. Sa période orbitale est de 2,2 jours pour une vitesse orbitale moyenne de 152,5 kilomètres par seconde, soit environ cinq fois plus grande que celle de la Terre. Elle est parfois désignée sous le nom HD 189733 Ab afin de la distinguer de la naine rouge HD 189733 B et bien préciser autour de quelle étoile du système elle tourne. Le système stellaire et planétaire HD 189733 est situé à 63 années-lumière de la Terre dans la constellation du Petit Renard.

### Spectre infrarouge

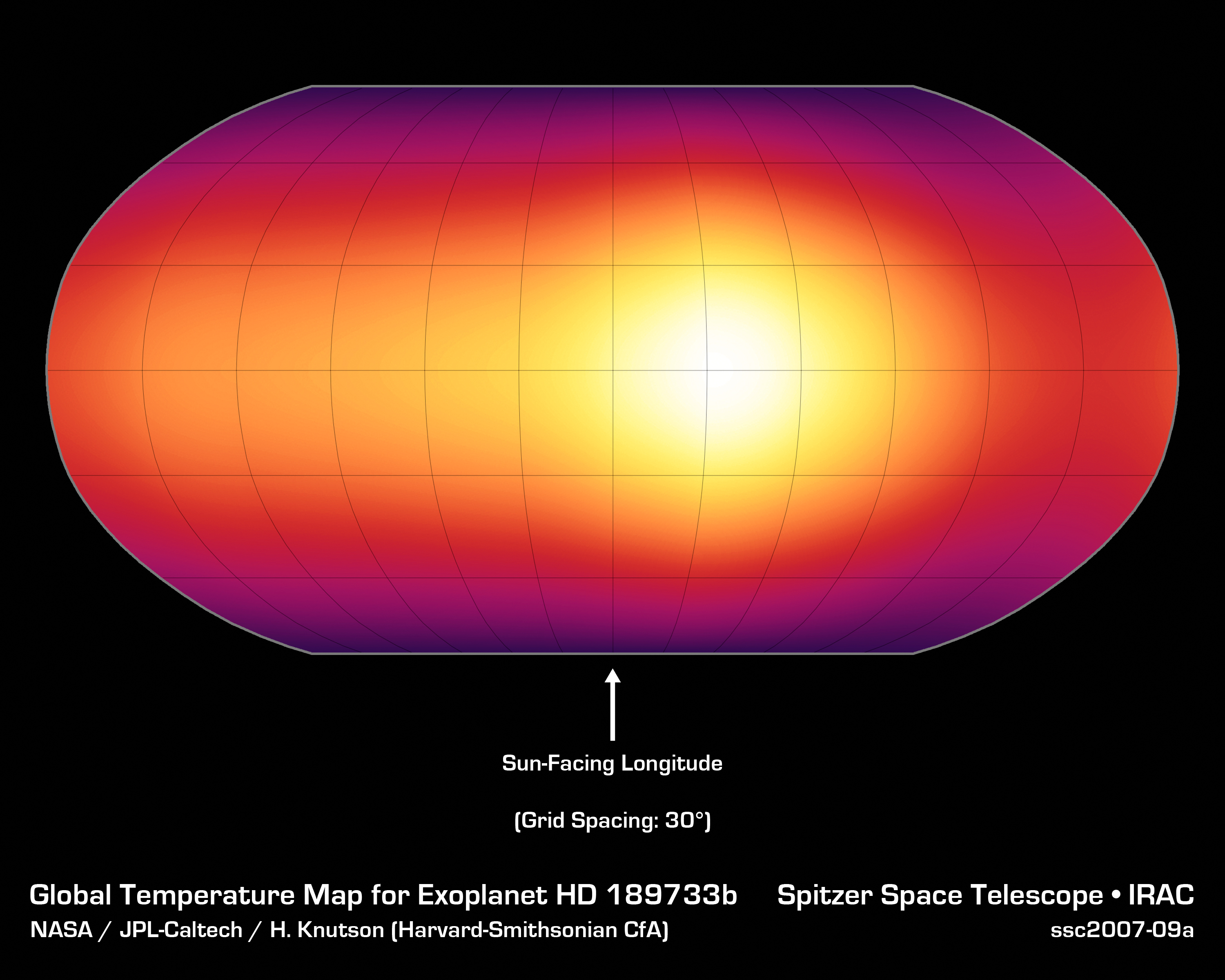
Carte thermique globale de HD 189733 b.

Le 21 février 2007, la NASA annonça que le télescope spatial Spitzer avait mesuré le spectre électromagnétique détaillé de deux planètes, HD 189733 b et HD 209458 b. L'annonce eut lieu en même temps que la publication d'un nouveau numéro de Nature contenant le premier article sur l'observation spectroscopique de l'autre exoplanète, HD 209458 b. Un article fut soumis et publié par l'Astrophysical Journal Letters. Les observations spectroscopiques de HD 189733 b avait été dirigées par Carl Grillmair du Spitzer Science Center de la NASA.

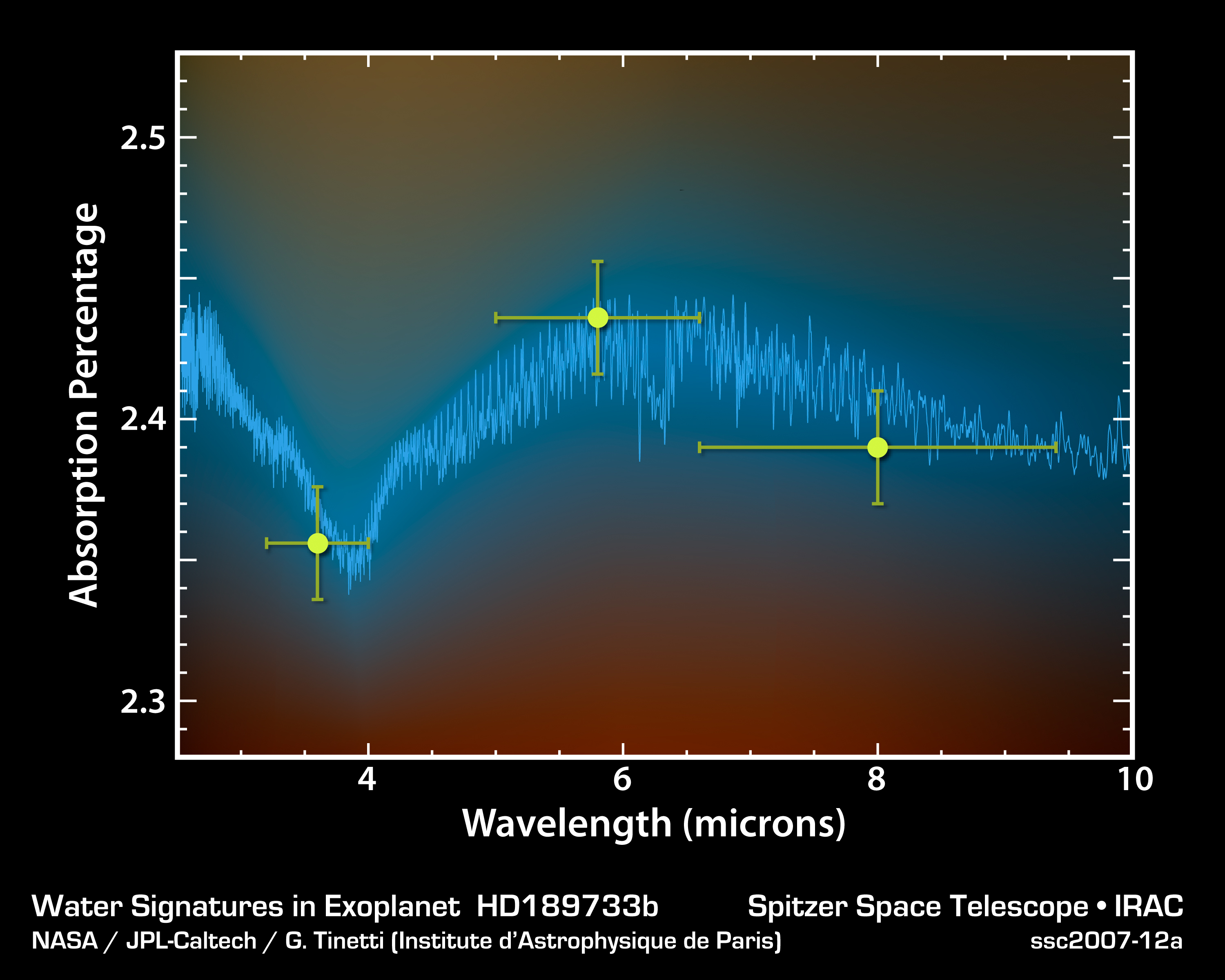
Spectre infrarouge entre 2,5 et 10 microns de HD 189733 b.
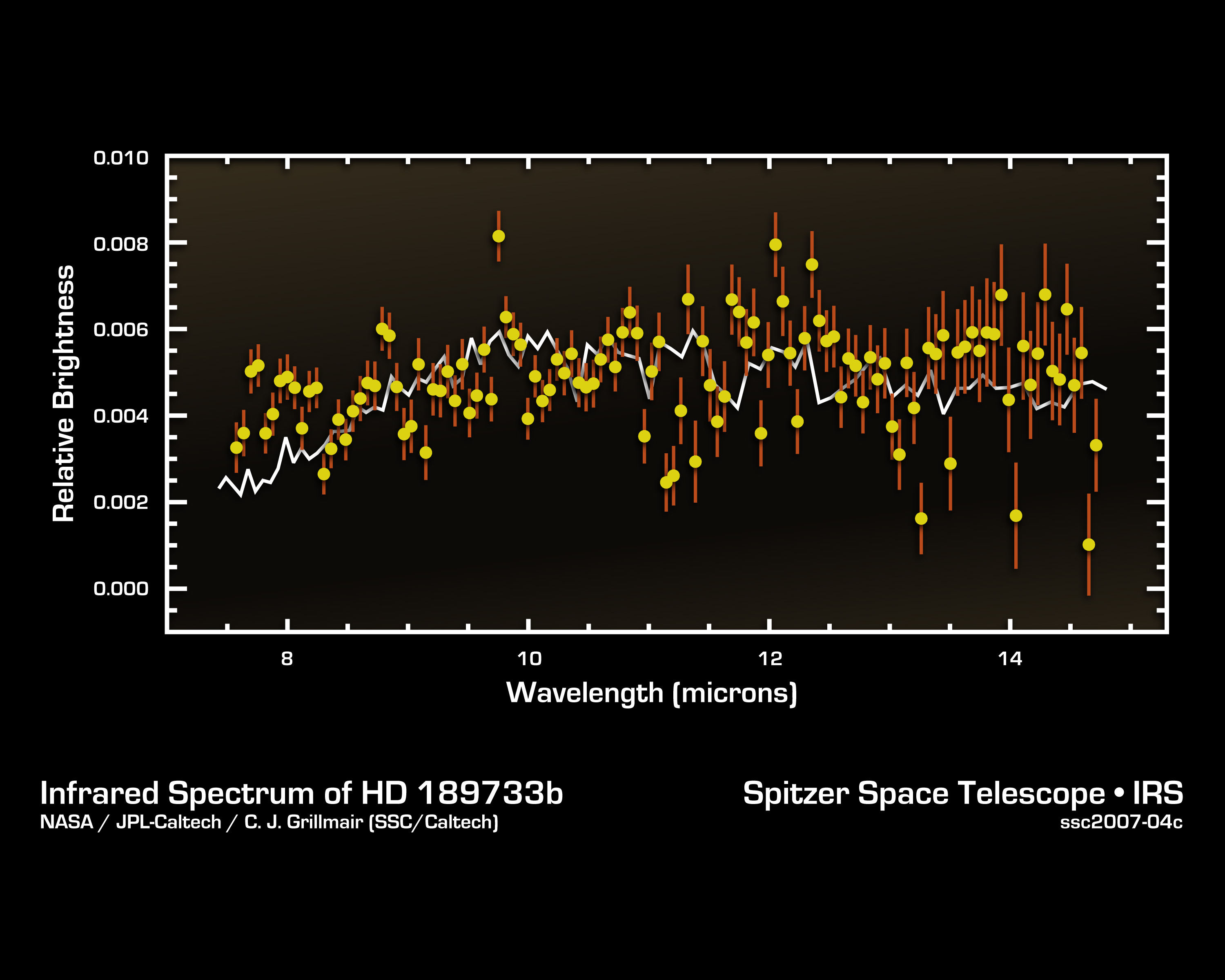
Spectre infrarouge entre 7 et 15 microns de HD 189733 b.

### Couleur visible

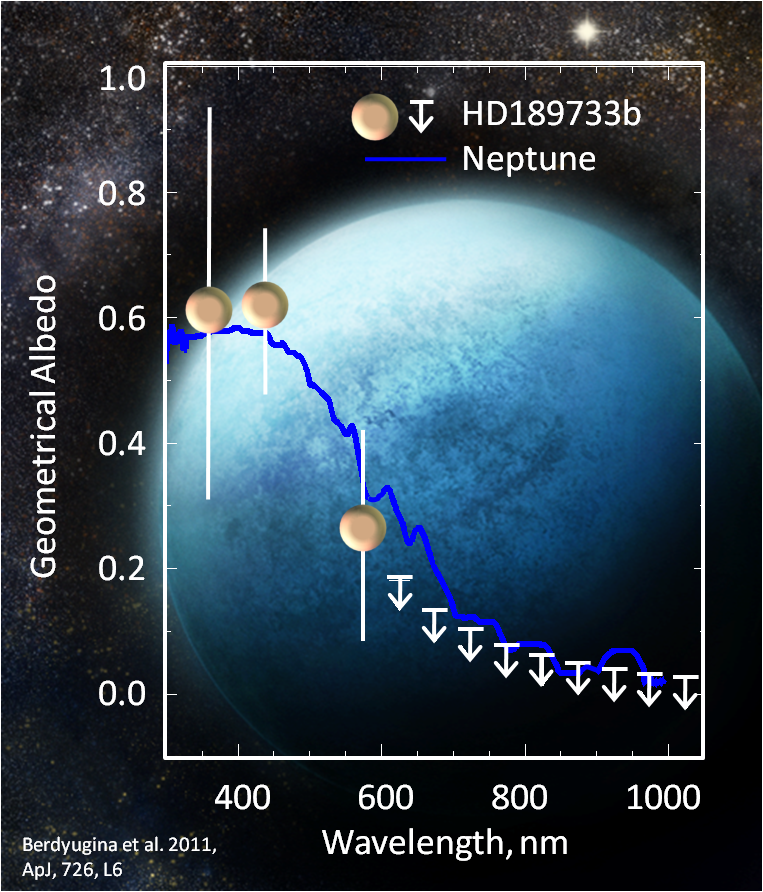
La couleur bleue de la planète a été révélée en utilisant la polarimétrie.

En 2008, une équipe d'astrophysiciens est parvenue à détecter et à analyser la lumière visible provenant de la planète par polarimétrie, ce qui constitua une première. Le résultat obtenu fut précisé par la même équipe en 2011. Ils découvrirent que la planète a un albédo significativement plus important dans le bleu que dans le rouge, ce qui leur permit d'en déduire que la planète nous apparaîtrait de couleur bleu profond, le plus probablement à cause de la diffusion Rayleigh et de l'absorption moléculaire dans le rouge. La couleur bleue de la planète fut confirmée en 2013, faisant de HD 189733 b la première planète dont la couleur générale a été déterminée par deux techniques différentes.
Cette couleur bleu foncé a valu à HD 189733 b le surnom de « point bleu profond » (deep blue dot en anglais), par analogie au surnom de « point bleu pâle » (pale blue dot) attribué à la Terre.
La couleur bleue de la planète pourrait être le résultat de la diffusion Rayleigh dans l'atmosphère de la planète. À la mi-janvier 2008, des observations spectrales réalisées pendant un transit de la planète permirent, en utilisant ce modèle, de déterminer que la température atteignait 1 340 ± 150 K et que, si cette diffusion est due à l'hydrogène moléculaire (H2), alors sa pression est de 410 ± 30 millibars au rayon caractéristique de la planète de 0,156 4 R{\displaystyle \odot }. Pour l'hypothèse de diffusion par des particules condensées, préférée à la précédente, le modèle de l'approximation de Mie permit de déterminer qu'un condensat pourrait être présent à ce même rayon, composé de silicate de magnésium (MgSiO3) avec des particules d'une taille (en) de l'ordre de 10−2 à 10−1 micromètre, une pression de quelques microbars à quelques millibars et une température comprise entre 1 340 à 1 540 K. L'effet Rayleigh est confirmé par d'autres modèles et par l'absence apparente d'une stratosphère plus froide à l'ombre sous son atmosphère extérieure. En 2013, une autre équipe d'astrophysiciens utilise le spectrographe du télescope spatial Hubble afin de mesurer le spectre électromagnétique de la lumière visible réfléchie par la planète. Ce faisant, ils confirment la couleur bleu azur de l'objet. Cette teinte proviendrait de nuages hautement réfléchissants contenant des grains de silicates, plus précisément de l'enstatite MgSiO3.

### Spectre enrayons X

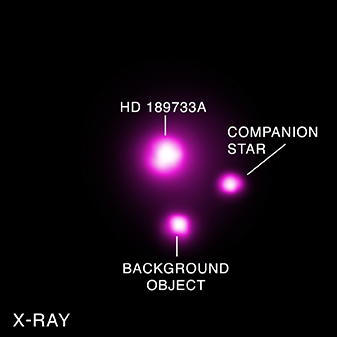
HD 189733 b, vue en rayons X par Chandra (2013).

En juillet 2013, la NASA annonça les premières observations d'un transit planétaire réalisées en rayons X. Les mesures indiquent que la planète bloque trois fois plus de rayons X que de lumière visible.

### Évaporation

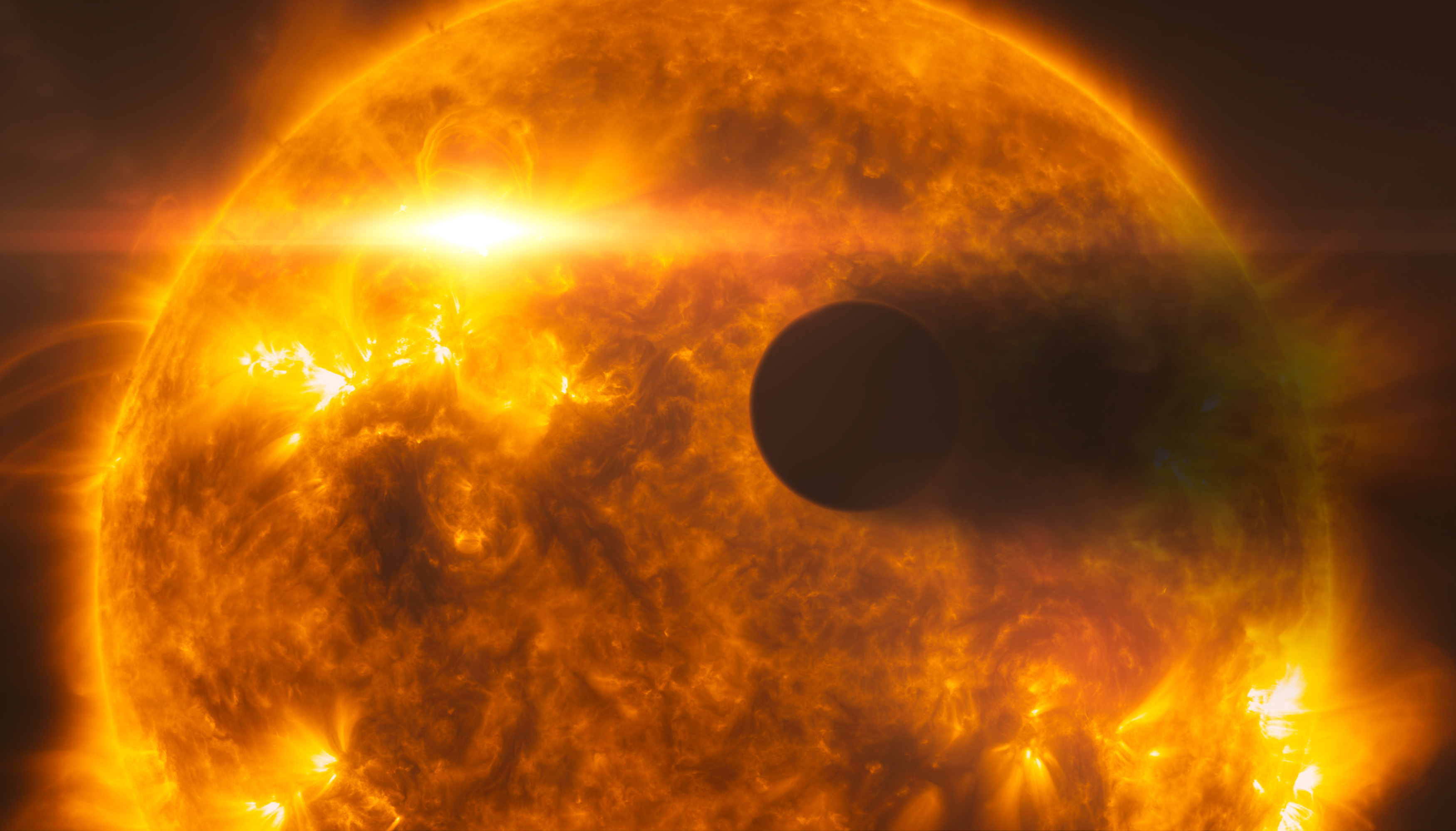
Vue d'artiste de l'évaporation accrue de l'atmosphère de HD 189733 b à la suite d'une éruption solaire.

En mars 2010, des observations de transits à la longueur d'onde de la raie Lyman alpha de l'hydrogène HI montrèrent que la planète s'évapore à un taux de 1  à   100 gigagrammes (c'est-à-dire 1 000  à   100 000 tonnes) par seconde. La découverte fut faite en détectant l'exosphère étendue d'hydrogène atomique entourant la planète. HD 189733 b est la deuxième planète après HD 209458 b pour laquelle une évaporation atmosphérique a été détectée.

## Satellites
Aucun satellite n'est connu en 2018 autour de cette planète. Étant donné que cette dernière est extrêmement proche de son étoile, il semble peu probable qu'elle puisse avoir des satellites stables.

## Caractéristiques physiques

### Taille et masse

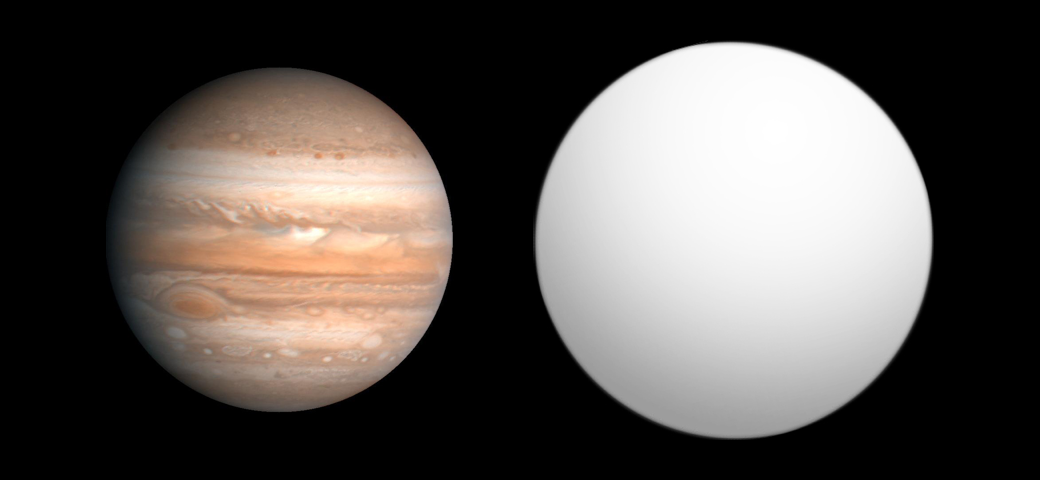
HD 189733 b comparée à Jupiter.

La planète a une masse d'environ 1,15 fois celle de Jupiter pour un rayon de 1,14 fois celui de la planète orange. Cette planète bleue a donc une masse volumique de 1 045 kilogrammes par mètre cube. Les éléments précédents mènent à dire que la planète est une géante gazeuse. Sa gravité de surface atteint pour sa part 21,2 mètres par seconde carrée, soit 2,15 fois la valeur sur Terre.

### Atmosphère

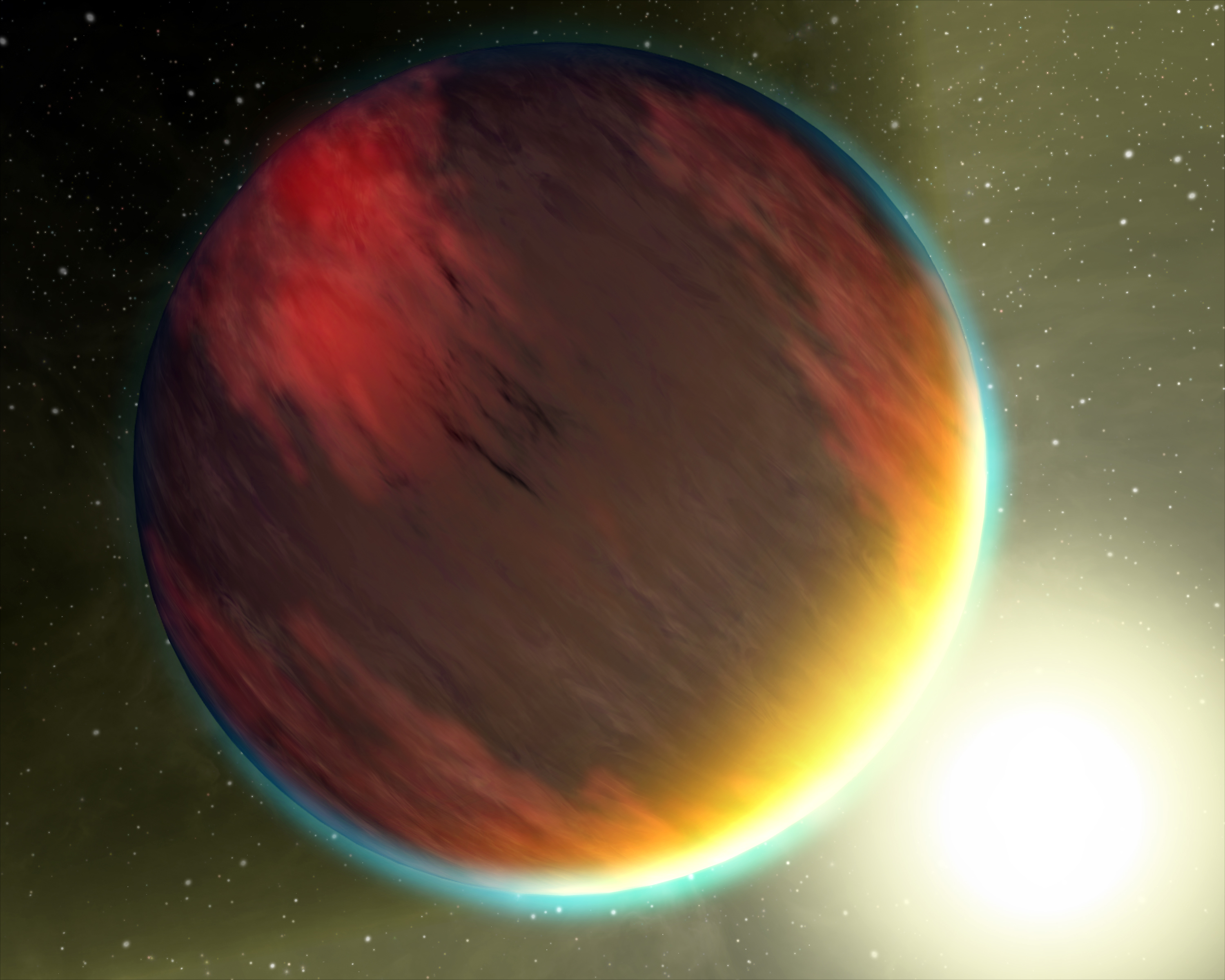
Vue d'artiste de HD 189733 b, telle qu'on l'imaginait en 2009.

L'atmosphère de HD 189733 b se caractérise par une température de plus de 1 000 °C, des précipitations de particules de verre et des vents soufflant à des vitesses supersoniques, pouvant atteindre 7 000 km/h,,,.
Début septembre est annoncée la détection de potassium dans l'atmosphère de cette planète.

#### Possibilité de vie
Le 11 juillet 2007, une équipe dirigée par Giovanna Tinetti avait détecté de la vapeur d'eau dans l'atmosphère d'HD 189733 b, faisant d'elle la deuxième exoplanète sur laquelle la présence d'eau est prouvée, après HD 209458 b,.
En mars 2008, on y a détecté du méthane.
La découverte de dioxyde de carbone par l'équipe de Mark Swain en décembre 2008 grâce au télescope spatial Hubble a laissé planer un certain optimisme quant à la possibilité de vie sur cette planète, bien que les conditions soient loin d'être idéales à son développement. En mars 2015, Aurélien Wyttenbach et al., de l'Université de Genève, confirment la présence de sodium dans l'atmosphère de la planète.

#### Vents
Selon Aurélien Wyttenbach et al.,des vents d'une vitesse de 8 ± 2 kilomètres par seconde (~28 800 ± 7 200 kilomètres par heure) souffleraient dans la haute atmosphère, à une pression de 0,1-0,001 microbar, autour de 10 000 kilomètres d'altitude. Ce résultat est cependant contesté par Tom Louden et Peter J. Wheatley, de l'Université de Warwick (Royaume-Uni), qui trouvent un décalage vers le rouge moyen de 1,9+0,7−0,6 kilomètre par seconde (6 840+2 520−2 160 kilomètres par heure). Selon ces derniers, la vitesse observée du limbe avant est compatible avec une rotation synchrone de la planète (vitesse observée de 2,3+1,3−1,5 kilomètres par seconde, là où une rotation synchrone donnerait une valeur de 2,9 kilomètres par seconde, soit un écart de 0,6+1,3−1,5 kilomètre par seconde, compatible avec un écart nul) alors que le limbe arrière aurait un décalage de 5,3+1,0−1,4 kilomètre par seconde, soit un décalage net de 2,4+1,0−1,4 kilomètre par seconde (8 640+3 600−5 040 km/h) par rapport à la rotation synchrone.